# El jardín de bronce
El jardín de bronce es una serie de televisión argentina producida por Pol-Ka Producciones para HBO, cadena que la transmitió en toda Latinoamérica y Europa. Se estrenó el 25 de junio de 2017. Protagonizada por Joaquín Furriel. Coprotagonizada por Luis Luque, Julieta Zylberberg, Romina Paula, Claudio Da Passano, Daniel Fanego, Alan Sabbagh. Antagonizada por Claudio Tolcachir. También, contó con las actuaciones especiales de Maite Lanata y los primeros actores Norma Aleandro, Gerardo Romano, Mario Pasik, Rodolfo Ranni y Rita Cortese.
La primera temporada de la serie está basada en la novela El jardín de bronce escrita por Gustavo Malajovich.
En julio de 2018, se anunció que la serie fue renovada para una segunda temporada, cuyo estreno fue el 9 de junio de 2019. En febrero de 2021, se confirmó la realización de una tercera temporada, que se estrenó el 2 de julio de 2023 en HBO Max.

## Sinopsis
Una niña que va a un cumpleaños nunca llega a su destino. Sus padres comienzan la desesperante tarea de encontrarla, a pesar de que su desaparición es un misterio y no hay ningún rastro de lo que parece sin duda un secuestro.

## Elenco y personajes
| Actor / Actriz     | Personaje                      | Temporadas | Temporadas | Temporadas |
| Actor / Actriz     | Personaje                      | 1          | 2          | 3          |
| ------------------ | ------------------------------ | ---------- | ---------- | ---------- |
| Joaquín Furriel    | Fabián Danubio                 | Principal  | Principal  | Principal  |
| Luis Luque         | César Doberti                  | Principal  | Principal  |            |
| Julieta Zylberberg | Oficial Lidia Blanco           | Principal  | Principal  |            |
| Gerardo Romano     | Fiscal Esteban Revoira         | Principal  |            |            |
| Romina Paula       | Lila Lestelle / Cordelia Rauch | Principal  | Invitada   |            |
| Mario Pasik        | Edmundo Carreras               | Principal  | Invitado   |            |
| Claudio Da Passano | Oficial Marcos Silva           | Principal  | Principal  |            |
| Alan Sabbagh       | Sergio «El Ruso» Reidel        | Principal  | Principal  |            |
| Claudio Tolcachir  | Iván Rauch                     | Principal  | Principal  |            |
| Norma Aleandro     | Doris Lestelle                 | Principal  |            |            |
| Daniel Fanego      | Oficial Lionel Mondragón       | Principal  |            |            |
| Paola Barrientos   | Andrea Rodríguez               |            | Principal  |            |
| Maite Lanata       | Moira Danubio / Casilda Rauch  | Invitada   | Principal  | Principal  |
| Marcelo Subiotto   | Juan Pedro Rigonni             |            | Principal  | Principal  |
| Claudio Rissi      | Carmín                         |            | Principal  |            |
| Juan Leyrado       | Oscar Kreuzer                  |            |            | Principal  |
| Jazmín Stuart      | Juana Kreuzer                  |            |            | Principal  |
| Alejandro Awada    | Monterroso                     |            |            | Principal  |
| Luis Ziembrowski   | Grillo                         |            |            | Principal  |

## Temporadas
| Temporada | Temporada | Episodios | Emisión original    | Emisión original     |
| Temporada | Temporada | Episodios | Comienzo            | Final                |
| --------- | --------- | --------- | ------------------- | -------------------- |
|           | 1         | 8         | 25 de junio de 2017 | 13 de agosto de 2017 |
|           | 2         | 8         | 9 de junio de 2019  | 28 de julio de 2019  |
|           | 3         | 8         | 2 de julio de 2023  | 20 de agosto de 2023 |

## Episodios

### Primera temporada (2017)
| N.º (serie) | N.º (temp) | Título                 | Director        | Guionista(s)                             | Primera emisión      |
| ----------- | ---------- | ---------------------- | --------------- | ---------------------------------------- | -------------------- |
| 1           | 1          | «El hombre del jardín» | Hernán Goldfrid | Gustavo Malajovich y Marcos Osorio Vidal | 26 de junio de 2017  |
| 2           | 2          | «El hotel»             | Hernán Goldfrid | Gustavo Malajovich y Marcos Osorio Vidal | 2 de julio de 2017   |
| 3           | 3          | «Chaco»                | Hernán Goldfrid | Gustavo Malajovich y Marcos Osorio Vidal | 9 de julio de 2017   |
| 4           | 4          | «Bersa 22 Piccola»     | Pablo Fendrik   | Gustavo Malajovich y Marcos Osorio Vidal | 16 de julio de 2017  |
| 5           | 5          | «La araña de bronce»   | Pablo Fendrik   | Gustavo Malajovich y Marcos Osorio Vidal | 23 de julio de 2017  |
| 6           | 6          | «Kara Kane»            | Pablo Fendrik   | Gustavo Malajovich y Marcos Osorio Vidal | 30 de julio de 2017  |
| 7           | 7          | «Pórtico»              | Hernán Goldfrid | Gustavo Malajovich y Marcos Osorio Vidal | 6 de agosto de 2017  |
| 8           | 8          | «Casilda»              | Hernán Goldfrid | Gustavo Malajovich y Marcos Osorio Vidal | 13 de agosto de 2017 |

### Segunda temporada (2019)
| N.º (serie) | N.º (temp) | Título        | Director        | Guionista(s)                             | Primera emisión      |
| ----------- | ---------- | ------------- | --------------- | ---------------------------------------- | -------------------- |
| 9           | 1          | «Capítulo 9»  | Hernán Goldfrid | Gustavo Malajovich y Marcos Osorio Vidal | 9 de junio de 2019   |
| 10          | 2          | «Capítulo 10» | Hernán Goldfrid | Gustavo Malajovich y Marcos Osorio Vidal | 16 de junio de 2019  |
| 11          | 3          | «Capítulo 11» | Hernán Goldfrid | Gustavo Malajovich y Marcos Osorio Vidal | 23 de junio de 2019  |
| 12          | 4          | «Capítulo 12» | Hernán Goldfrid | Gustavo Malajovich y Marcos Osorio Vidal | 30 de junio de 2019  |
| 13          | 5          | «Capítulo 13» | Pablo Fendrik   | Gustavo Malajovich y Marcos Osorio Vidal | 7 de julio de 2019   |
| 14          | 6          | «Capítulo 14» | Pablo Fendrik   | Gustavo Malajovich y Marcos Osorio Vidal | 14 de julio de 2019  |
| 15          | 7          | «Capítulo 15» | Pablo Fendrik   | Gustavo Malajovich y Marcos Osorio Vidal | 21 de julio de 2019  |
| 16          | 8          | «Capítulo 16» | Pablo Fendrik   | Gustavo Malajovich y Marcos Osorio Vidal | 28 de agosto de 2019 |

### Tercera temporada (2023)
| N.º (serie) | N.º (temp) | Título        | Director        | Guionista(s)                             | Primera emisión      |
| ----------- | ---------- | ------------- | --------------- | ---------------------------------------- | -------------------- |
| 17          | 1          | «Capítulo 17» | Hernán Goldfrid | Gustavo Malajovich y Marcos Osorio Vidal | 2 de julio de 2023   |
| 18          | 2          | «Capítulo 18» | Hernán Goldfrid | Gustavo Malajovich y Marcos Osorio Vidal | 9 de julio de 2023   |
| 19          | 3          | «Capítulo 19» | Hernán Goldfrid | Gustavo Malajovich y Marcos Osorio Vidal | 16 de julio de 2023  |
| 20          | 4          | «Capítulo 20» | Hernán Goldfrid | Gustavo Malajovich y Marcos Osorio Vidal | 23 de julio de 2023  |
| 21          | 5          | «Capítulo 21» | Hernán Goldfrid | Gustavo Malajovich y Marcos Osorio Vidal | 30 de julio de 2023  |
| 22          | 6          | «Capítulo 22» | Hernán Goldfrid | Gustavo Malajovich y Marcos Osorio Vidal | 6 de agosto de 2023  |
| 23          | 7          | «Capítulo 23» | Hernán Goldfrid | Gustavo Malajovich y Marcos Osorio Vidal | 13 de agosto de 2023 |
| 24          | 8          | «Capítulo 24» | Hernán Goldfrid | Gustavo Malajovich y Marcos Osorio Vidal | 20 de agosto de 2023 |

## Premios y nominaciones
| Lista de premios y nominaciones | Lista de premios y nominaciones | Lista de premios y nominaciones                                                   | Lista de premios y nominaciones          | Lista de premios y nominaciones | Lista de premios y nominaciones |
| Año                             | Organización                    | Categoría                                                                         | Nominado/a (s)                           | Resultado                       | Ref(s)                          |
| ------------------------------- | ------------------------------- | --------------------------------------------------------------------------------- | ---------------------------------------- | ------------------------------- | ------------------------------- |
| 2017                            | Premios Tato                    | Mejor actor protagónico en unitario                                               | Joaquín Furriel                          | Nominado                        | [ 8 ]                           |
| 2017                            | Premios Tato                    | Mejor actriz de reparto                                                           | Julieta Zylberberg                       | Nominada                        | [ 8 ]                           |
| 2017                            | Premios Tato                    | Mejor actriz de reparto                                                           | Norma Aleandro                           | Nominada                        | [ 8 ]                           |
| 2018                            | Premios Cóndor de Plata         | Mejor serie audiovisual para plataformas digitales                                | El jardín de bronce                      | Nominado                        | [ 9 ]                           |
| 2018                            | Telly Awards                    | Mejor guion                                                                       | Gustavo Malajovich y Marcos Osorio Vidal | Ganadores                       | [ 10 ]                          |
| 2018                            | Telly Awards                    | Mejor dirección                                                                   | Hernán Goldfrid y Pablo Fendrik          | Ganadores                       | [ 10 ]                          |
| 2018                            | Telly Awards                    | Mejor videografía / cinematografía                                                | Rodrigo Pulpeiro                         | Ganador                         | [ 10 ]                          |
| 2018                            | Telly Awards                    | Mejor cinematografía aérea                                                        | Rodrigo Pulpeiro                         | Ganador                         | [ 10 ]                          |
| 2018                            | Telly Awards                    | Mejor edición                                                                     | Alejandro Alem                           | Ganador                         | [ 10 ]                          |
| 2020                            | Premios Emmy Internacional      | Mejor serie dramática                                                             | El jardín de bronce                      | Nominado                        | [ 11 ]                          |
| 2020                            | Telly Awards                    | Mejor serie                                                                       | El jardín de bronce                      | Ganador                         | [ 12 ]                          |
| 2020                            | Telly Awards                    | Mejor videografía / cinematografía                                                | Lucio Bonelli                            | Ganador                         | [ 12 ]                          |
| 2023                            | Premios Cóndor de Plata         | Mejor serie dramática                                                             | El jardín de bronce                      | Nominado                        | [ 13 ]                          |
| 2023                            | Premios Cóndor de Plata         | Mejor actriz protagonista en drama                                                | Maite Lanata                             | Nominada                        | [ 13 ]                          |
| 2023                            | Premios Cóndor de Plata         | Mejor actor de reparto en drama                                                   | Alejandro Awada                          | Nominado                        | [ 13 ]                          |
| 2023                            | Premios Cóndor de Plata         | Mejor actriz de reparto en drama                                                  | Jazmín Stuart                            | Nominada                        | [ 13 ]                          |
| 2024                            | Premios Produ                   | Mejor serie de acción, terror o thriller                                          | El jardín de bronce                      | Nominado                        | [ 14 ] [ 15 ]                   |
| 2024                            | Premios Produ                   | Mejor actriz principal - Serie y miniserie de acción, policial, terror o thriller | Maite Lanata                             | Ganadora                        | [ 14 ] [ 15 ]                   |
| 2024                            | Premios Produ                   | Mejor actor principal - Serie y miniserie de acción, policial, terror o thriller  | Joaquín Furriel                          | Nominado                        | [ 14 ] [ 15 ]                   |